# Jakob Wassermann

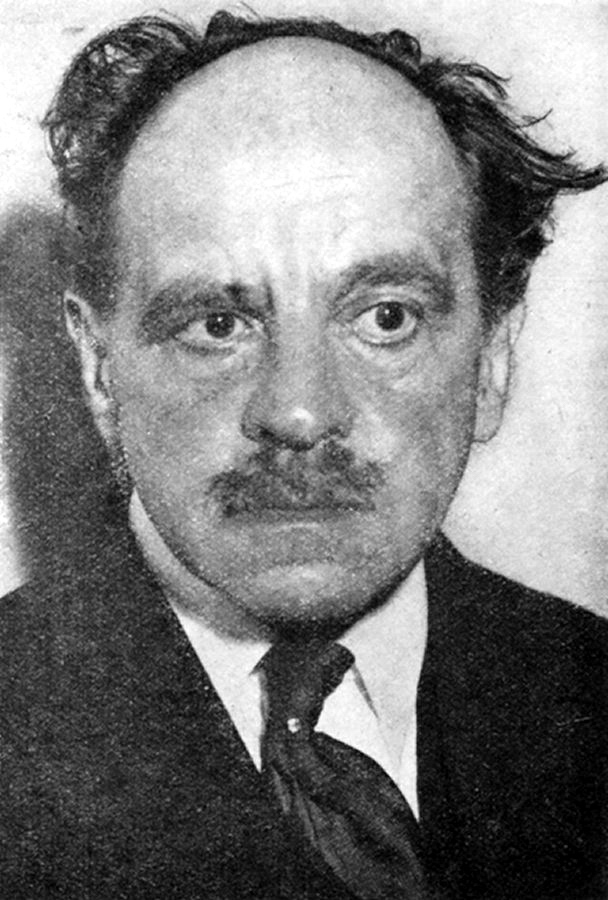
Jakob Wassermann

Jakob Wassermann (* 10. März 1873 in Fürth; † 1. Januar 1934 in Altaussee) war ein deutscher Schriftsteller. Er zählte zu den produktivsten und populärsten Erzählern seiner Zeit.

## Leben
Jakob Wassermann war das älteste Kind des jüdischen Spielwarenfabrikanten und Gemischtwarenhändlers Adolf Wassermann und seiner Frau Henriette, genannt Jette, geborene Traub. Die Familie wechselte in Fürth mehrfach die Wohnung. Den größten Niederschlag in Wassermanns Werk fand das Anwesen Theaterstraße 17, in dem später auch Ruth Weiss lebte. Eine seiner ersten Novellen, Schläfst du, Mutter? (1897), handelt überwiegend in der elterlichen Wohnung im ersten Stock, in der seine Mutter schon 1882 an den Folgen einer Mittelohrentzündung verstarb.

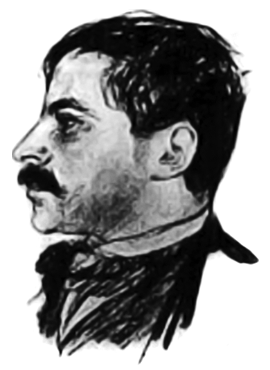
Jakob Wassermann
(1899 von Emil Orlik)

Nach Abschluss der Königlichen Realschule in Fürth hätte Wassermann wie sein Vater Kaufmann werden sollen, brach jedoch seine 1889 in Wien aufgenommene Lehre ab, weil er sich zum Schreiben berufen fühlte. Nach einjährigem Militärdienst in Würzburg, kurzer Tätigkeit in einer Versicherung und einer ziellosen Wanderzeit in Süddeutschland ließ er sich für drei Jahre in München nieder. Er wurde Sekretär bei Ernst von Wolzogen und gewann bald die Freundschaft von Thomas Mann und Rainer Maria Rilke. Schließlich begegnete er dem Verleger Albert Langen, der ihn in die Redaktion seiner Zeitschrift Simplicissimus aufnahm. Bei Langen veröffentlichte Wassermann nach seinem Erstling Melusine – Ein Liebesroman (1896) weitere Prosaarbeiten, darunter den Roman Die Juden von Zirndorf (1897, Neuausgabe 1906), eine Chronik aus dem 17. Jahrhundert über das Leben des Shabbetaj Zvi, mit einer anschließenden Beschreibung der jüdischen Gemeinde in der fränkischen Kleinstadt im 19. Jahrhundert.
Ende 1897 begann Wassermann, Feuilletons und Theaterberichte für die Frankfurter Zeitung zu schreiben, in deren Auftrag er später nach Wien übersiedelte, wo er sich den Dichtern des Jung-Wien anschloss, besonders Arthur Schnitzler. Anfang 1900 endete seine Tätigkeit für die Frankfurter Zeitung, da ihm u. a. mangelnde Neutralität vorgeworfen wurde.
1899 wurde Wassermann Autor des Berliner Verlags Samuel Fischer, bei dem 1901 der Roman Die Geschichte der jungen Renate Fuchs erschien. Im selben Jahr heiratete er die aus einer wohlhabenden Wiener Familie stammende Julie Speyer. Ihre vier Kinder wurden zwischen 1901 und 1915 in Wien geboren. Seit Beginn seiner literarischen Tätigkeit verfasste Wassermann nebenher journalistisch-essayistische Texte (unter anderem Die Kunst der Erzählung, 1904) und erzählerische Arbeiten, die aber kaum ein Echo fanden (Der Moloch, 1902; Alexander in Babylon, 1905). Selbst der von der Kritik positiv aufgenommene Roman Caspar Hauser oder Die Trägheit des Herzens (1908) verkaufte sich anfangs nur schlecht. Erst kurz vor Beginn des Ersten Weltkriegs, der ihn in tiefe Zweifel stürzte – von der Meldung zum Kriegsdienst hielt ihn seine Frau ab –, vollendete Wassermann erstmals einen Roman, der eine hohe Auflage erreichte: Das Gänsemännchen (1915). Das Werk ist eine Anklage gegen die Philistrosität des Kleinbürgertums, das den Genius verfolgt und vernichtet.

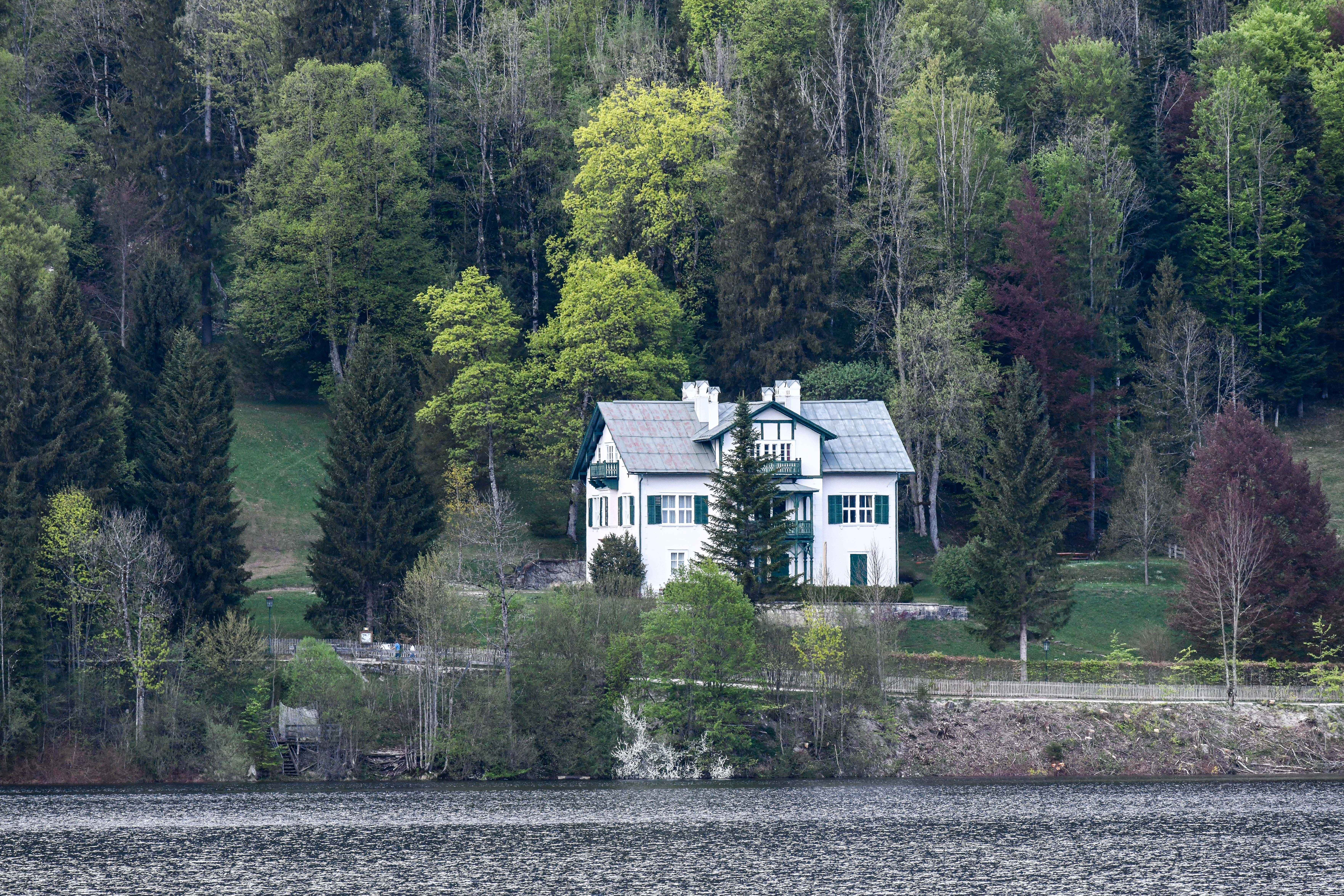
Villa Wassermann in Altaussee

Nach Kriegsende kam der zweibändige Roman Christian Wahnschaffe (1919, Neuausgabe 1932) heraus, die Lebensgeschichte eines Großbürgersohns, die Wassermann seiner neuen Lebensgefährtin Marta Stross, geborene Karlweis, widmete. Mit der 16 Jahre jüngeren Schriftstellerin übersiedelte er 1919 nach Altaussee, nachdem er seine Frau verlassen hatte, die jedoch die Scheidung durch immer neue Prozesse und Geldforderungen bis 1926 hinauszögerte. Am 21. Februar 1924 kam der Sohn des Paares, Carl Ulrich (Charles), zur Welt. Aus ihrer ersten Ehe hatte sie bereits die beiden Töchter Bianca und Emmy Stross. Ein Echo des Beziehungskonflikts mit Julie klingt im Roman Laudin und die Seinen (1925) nach. Marta wurde 1926 Wassermanns zweite Frau und seine erste Biographin. In Altaussee pflegte er freundschaftlichen Umgang mit Hugo von Hofmannsthal.
In den späten 1920er und frühen 1930er Jahren gewann Wassermann Weltruhm mit mehreren Romanen, die eine Neigung zum Sensationellen aufweisen. Wassermanns Werke, die noch heute in zahlreichen Ausgaben verbreitet sind, besitzen ihren Wert auch als Dokumente ihrer Epoche. Von der Psychoanalyse und dem Stil Dostojewskis beeinflusst, spürte Wassermann subtil den Seelennuancen seiner Figuren nach. Helga Abret schreibt hierzu:

„Wassermann, von Langen entdeckt und gefördert, gehörte zu den erfolgreichsten Romanciers der Wilhelminischen Zeit. Geschickt verstand er es, das Interesse des Lesers seiner Zeit an historischen Stoffen oder an der skandalumwitterten Gestalt des Caspar Hauser […] mit einer modernen psychologischen Erzählweise zu verbinden. Doch liefen ihm jüngere psychologische Erzähler wie Stefan Zweig schon zu Lebzeiten formal den Rang ab.
Dass die Versuche, Wassermanns Werke nach dem Zweiten Weltkrieg wieder einer breiteren Leserschaft zugänglich zu machen, von keinem überzeugenden Erfolg gekrönt waren, mag teilweise an seiner exaltiert-hochgestimmten Sprache liegen, die heute fremd und oft unecht klingt. Zum anderen ist Wassermann ein ‚moralisierender‘ Autor, für den gesellschaftliche Missstände das Ergebnis moralischer Fehlentwicklungen sind.“

In der Überzeugung, er könne durch Literatur ein neues Menschentum fördern, kämpfte Wassermann gegen jede Trägheit des Herzens und für den Triumph der Gerechtigkeit. Dieses Ethos bildet auch den Kern von Wassermanns berühmtestem Prosawerk, Der Fall Maurizius (1928), in dem der unbedarfte Etzel Andergast einen achtzehn Jahre zurückliegenden Justizirrtum aufdeckt, was von der Literaturkritik bisweilen auf den Fall Hau bezogen wurde. Als lose Fortsetzungen dieses virtuosen Romans können zwei weitere Werke gelten: Etzel Andergast (1931) und Joseph Kerkhovens dritte Existenz (postum 1934). Theodor Lessing schrieb im Zusammenhang mit dem Fall Halsmann: „Nur ein einziger, Jakob Wassermann, der das schönste aller Gerechtigkeitsbücher, die Geschichte des jungen Etzel schuf, erklärte öffentlich, daß er nicht rasten wolle, bis ihm die Rehabilitierung des offenbar verunrechteten Halsmann geglückt sei.“

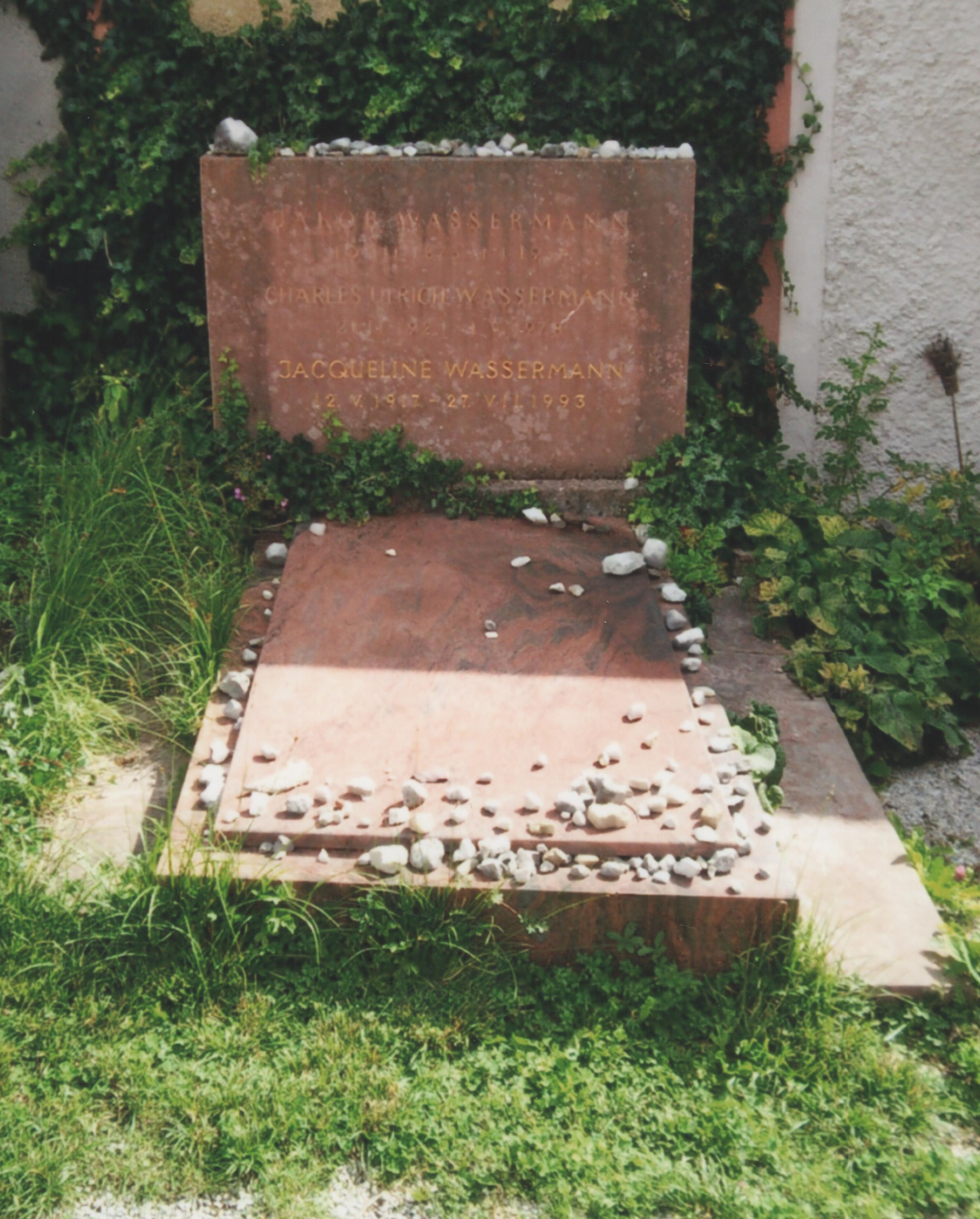
Grabstätte Jakob Wassermanns, seines Sohnes „Charles“ und seiner Schwiegertochter Jacqueline

Neben den Romanen schrieb Wassermann erfolgreiche Biographien (Christoph Columbus, 1929) und setzte seine Essayistik fort, in der er sich immer wieder auch mit der Existenzform des Juden in nichtjüdischer Umgebung befasste (Mein Weg als Deutscher und Jude, 1921) – zuletzt noch 1933, dem Jahr seines Ausschlusses aus der Preußischen Akademie der Künste, veröffentlichten Selbstbetrachtungen. Gleichzeitig mit der Bücherverbrennung 1933 in Deutschland wurden seine Bücher verboten, obwohl er bis dahin einer der meistgelesenen Autoren war. Dies bedeutete für ihn neben dem materiellen Ruin auch das Scheitern seiner lebenslangen Hoffnung, sein Werk möge zu einer Welt des Friedens ohne Nationalismus und Judenhass beitragen. Wassermann starb am 1. Januar 1934 im Alter von 60 Jahren in Altaussee, verarmt und psychisch gebrochen. Robert Neumann berichtete in seiner Autobiografie, dass eine möglicherweise absichtlich falsche Verbindung – Telefonate mussten damals noch manuell durchgestellt werden – schuld gewesen sein könne an dem erlittenen Schlaganfall. Wassermann hatte seinen Verleger um einen dringend benötigten Vorschuss von 2000 Reichsmark bitten wollen und war durch die falschen Auskünfte mehr als niedergeschlagen. Neumann berichtete darüber hinaus, dass ihn seine frühe Begegnung mit Wassermann, der ihn als „vollkommen unbegabt“ abkanzelte, zum Ergreifen des Schriftstellerberufs entscheidend anstachelte.
Das Grab von Jakob Wassermann befindet sich auf dem Friedhof Altaussee.
Wassermanns Privatbibliothek wurde ebenso wie seine Villa 1935 versteigert und ging in den Besitz des Hoteliers Michael Frischmuth über. Dieser fügte der Sammlung wohl auch einige nationalsozialistische Titel hinzu, die diese bis heute enthält. Nachdem Frischmuth im Zweiten Weltkrieg gefallen war, hatte die Familie wohl keine Verwendung mehr für die Bibliothek und verkaufte sie in den 1960er Jahren an die Stadtbibliothek Nürnberg, die in dieser Zeit passende Bestände für ein geplantes Institut für Fränkische Literatur suchte. Dort befindet sich die 2800 Bände zählende Sammlung bis heute.

## Jakob-Wassermann-Preis
1993 stiftete die Stadt Fürth einen Jakob-Wassermann-Literaturpreis, den sie alle zwei bis drei Jahre verleiht.

## Werke (Auswahl)

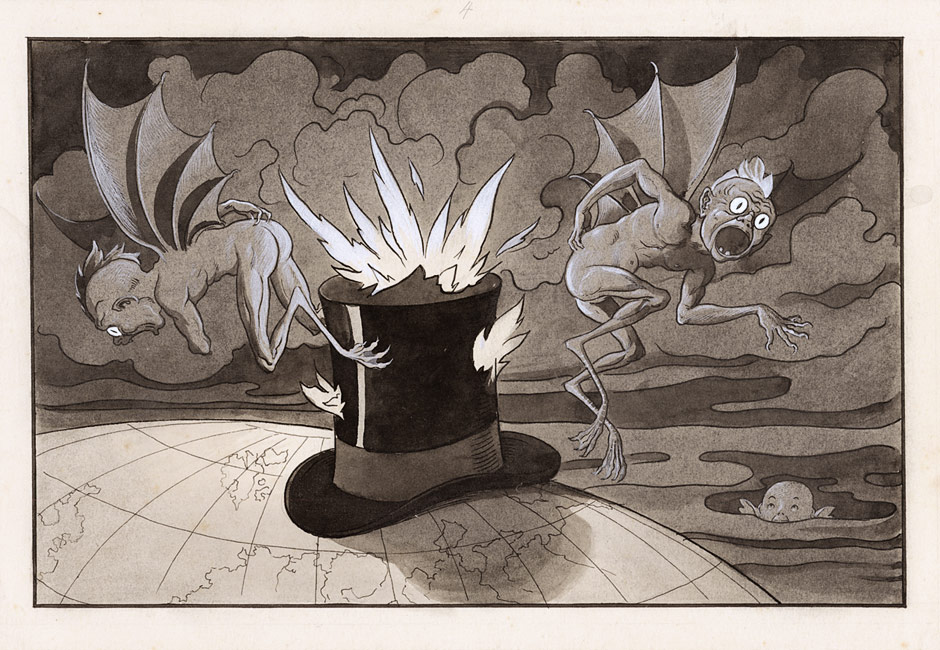
Josef Benedikt Engls Illustration der satirischen Kurzgeschichte „Das neue Licht“ im Simplicissimus. 1896, Band 1, Heft 2, S. 4

- Erzählungen im Simplicissimus (1896–1900) und in Die neue Rundschau (ab 1900)[8]
- Melusine (Roman, 1896)
- Die Juden von Zirndorf (Roman, 1897)[9]
- Schläfst du, Mutter? (Novelle, 1897)
- Hockenjos oder Die Lügenkomödie (Schauspiel, 1898)
- Die Schaffnerin (Novelle, 1898, Neuausgabe 2016, ISBN 978-3-942836-08-1, illustriert von Florian Meierott)
- Die Geschichte der jungen Renate Fuchs (Roman, 1900)
- Der Moloch (Roman, 1902)
- Der nie geküsste Mund (Erzählungen, 1903)
- Die Kunst der Erzählung (Abhandlung, 1904)
- Alexander in Babylon (Roman, 1905)
- Engelhart Ratgeber (Roman, 1905, Erstveröffentlichung in der Deutschen Romanbibliothek 1907, Heft 9–18, 35. Jahrgang; als Buch posthum 1973 ff., wobei die Texte voneinander abweichen)
- Die Schwestern (drei Erzählungen, 1906)
- Caspar Hauser oder Die Trägheit des Herzens (Roman, 1908)
- Die Gefangenen auf der Plassenburg.(Erzählung, 1909)[10]
- Der goldene Spiegel (Novellenband, 1911)[11]

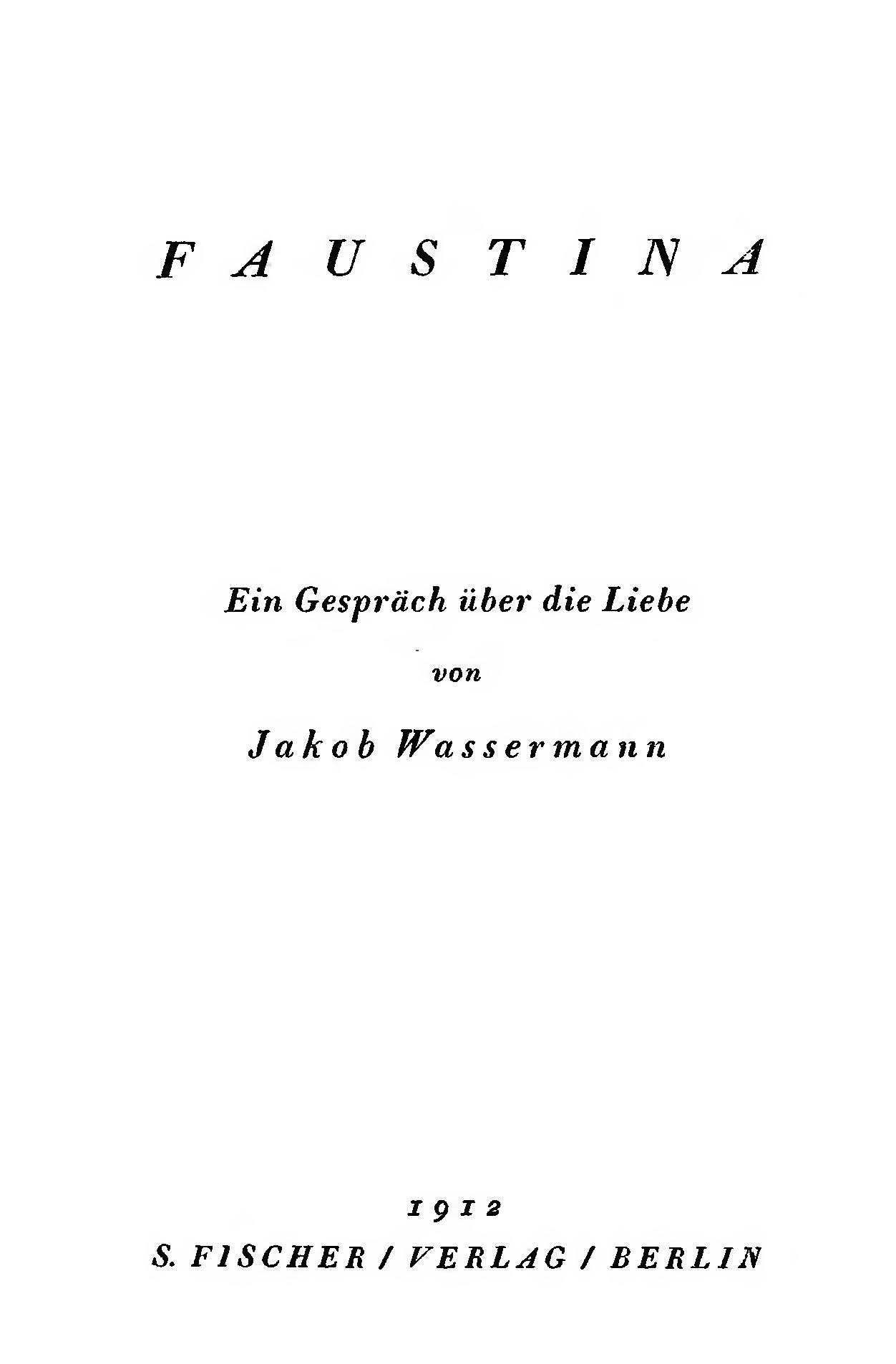
Faustina (1912)

- Geronimo de Aguilar (Erzählung, 1911)[12]
- Faustina (1912)
- Der Mann von vierzig Jahren (Roman, 1913)
- Das Gänsemännchen (Roman, 1915)
- Christian Wahnschaffe (Roman, 1919) 2 Bände; Bd. 2: Ruth.
- Die Prinzessin Girnara, Weltspiel und Legende (Schauspiel, 1919)
- Der Wendekreis (Erste Folge): „Der unbekannte Gast“, „Adam Urbas“, „Golowin“, „Lukardis“, „Ungnad“, „Jost“ (S. Fischer Verlag Berlin, 1920)
- Mein Weg als Deutscher und Jude (Autobiographie, 1921,[5] 2005³ ISBN 978-3-423-11867-5); herausgegeben und kommentiert von Dierk Rodewald, Göttingen : Wallstein Verlag, 2024, ISBN 978-3-8353-5653-5
- Imaginäre Brücken (Studien und Aufsätze, 1921)
- Die Masken des Erwin Reiners (Roman, 1921, 1928 verfilmt)
- Oberlins drei Stufen und Sturreganz (Der Wendekreis. Zweite Folge, 1922)
- Ulrike Woytich (Roman, 1923)
- Faber oder die verlorenen Jahre (Roman, 1924)
- Laudin und die Seinen (Roman, 1925)
- Das Amulett mit Frontispiz von Fritz Heinsheimer (Novelle, 1926)
- Der Aufruhr um den Junker Ernst (Novelle, 1926)
- Das Gold von Caxamalca (Erzählung, 1928)
- Christoph Columbus. Der Don Quichote des Ozeans. Eine Biographie (1929)
- Selbstbetrachtungen. 1931
- Romantrilogie:
  - Der Fall Maurizius (1928)
  - Etzel Andergast (1931)
  - Joseph Kerkhovens dritte Existenz (1934)

### Digitalisate und Onlinefassungen
- Digitalisate  OMNIA
- Werke von und über Jakob Wassermann in der Deutschen Digitalen Bibliothek
- Jakob Wassermann im Zentralen Verzeichnis digitalisierter Drucke (zvdd)
- Werke von Jakob Wassermann bei Zeno.org.
- Werke von Jakob Wassermann im Projekt Gutenberg-DE
- Texte von Jakob Wassermann (Internationales Project Gutenberg)

### Artikel über Leben und Werk
- Audio: Jakob Wassermann. Mein Weg als Deutscher und Jude (Librivox.org)
- Jakob Wassermann, sein Leben und sein Werk
- Jakob Wassermanns tragische Liebe zu Deutschland (Memento vom 11. November 2009 im Internet Archive)
- Ernst Lothar: Jakob Wassermann. Worte zum Gedächtnis in: Neue Freie Presse, 2. Januar 1934, Seiten 1–3
- Jakob Wassermann, FuerthWiki, abgerufen am 1. Januar 2019.
- Jakob Wassermann im Literaturportal Bayern (Projekt der Bayerischen Staatsbibliothek)
- Leserbrief der Autorin Lindemann-Luiken über eine Rezension von Wulf Segebrecht (diese über Mein Weg als Deutscher und Jude), in: „Literaturkritik“ vom 12. April 2006
- Eintrag zu Jakob Wassermann im Austria-Forum (im AEIOU-Österreich-Lexikon)
- Jakob Wassermann im Literaturarchiv der Österreichischen Nationalbibliothek
- Zeitungsartikel über Jakob Wassermann in den Historischen Pressearchiven der ZBW